# 17836 Canup
17836 Canup là một tiểu hành tinh vành đai chính với cận điểm quỹ đạo là 2.7152179 AU. Nó có độ lệch tâm là 0.1283024 và chu kỳ quỹ đạo là 1619.8661829 ngày (4.43 năm).
Calandra có vận tốc quỹ đạo trung bình là 18.13578518 km/s và độ nghiêng quỹ đạo là 13.17175°.
Nó được phát hiện ngày 25 tháng 4 năm 1998 ở Trạm Anderson Mesa.
Nó được đặt theo tên Robin M. Canup, một nhà thiên văn học.